# Slavná revoluce (Španělsko)

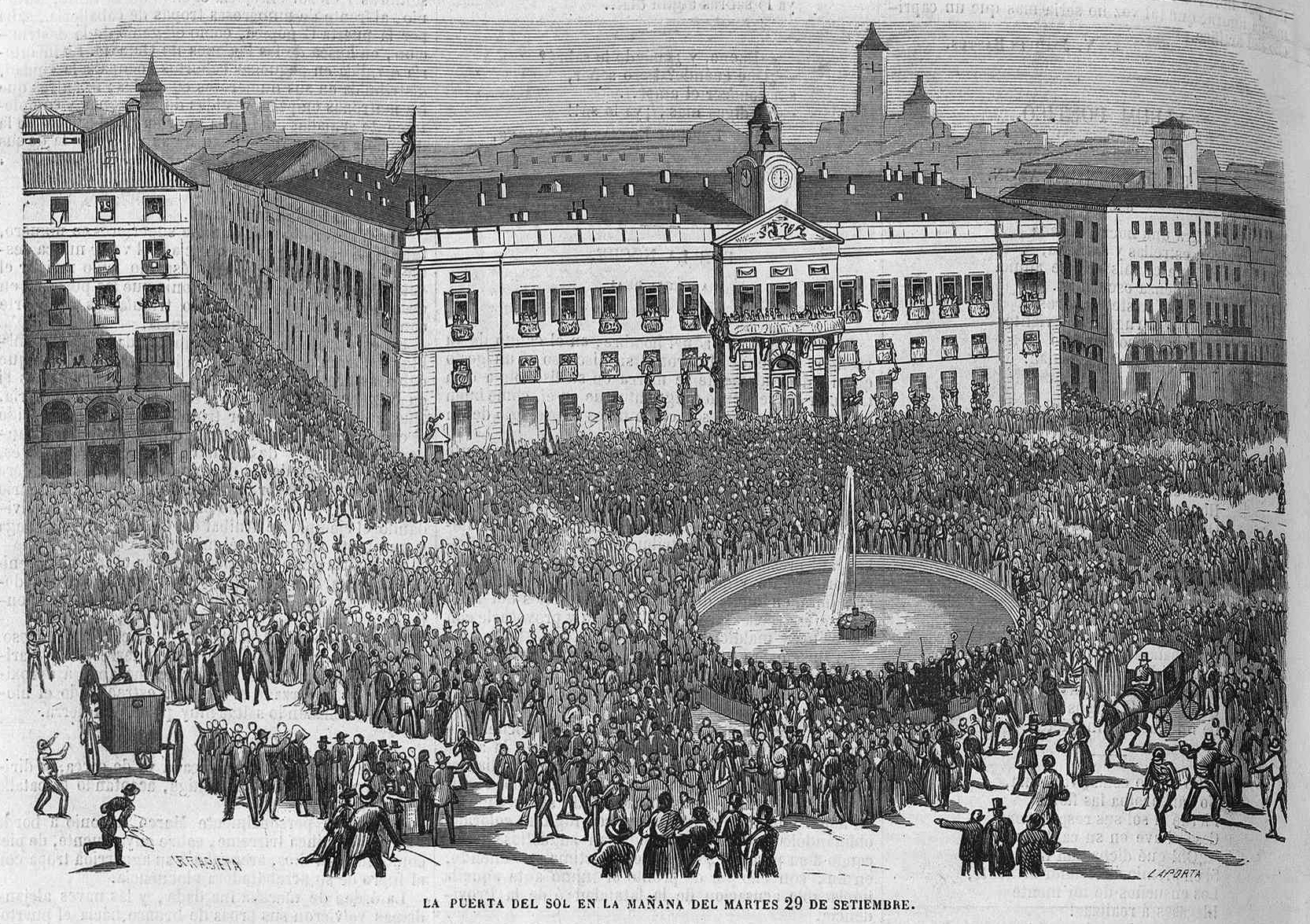
Manifestace 29. září 1868

Slavná revoluce (španělsky: la Gloriosa nebo la Septembrina) byla politickým převratem, který proběhl ve Španělsku v roce 1868. Hlavními vůdci revoluce byli generálové Francisco Serrano a Juan Prim. Výsledkem bylo sesazení královny Isabelly II., která uprchla ze země. Úspěch revoluce znamenal začátek období zvaného ve španělské historiografii obvykle Sexenio Democrático. Roku 1873 pak byla vyhlášena republika, která však vydržela jen rok, než byla znovu obnovena monarchie.

## Vývoj

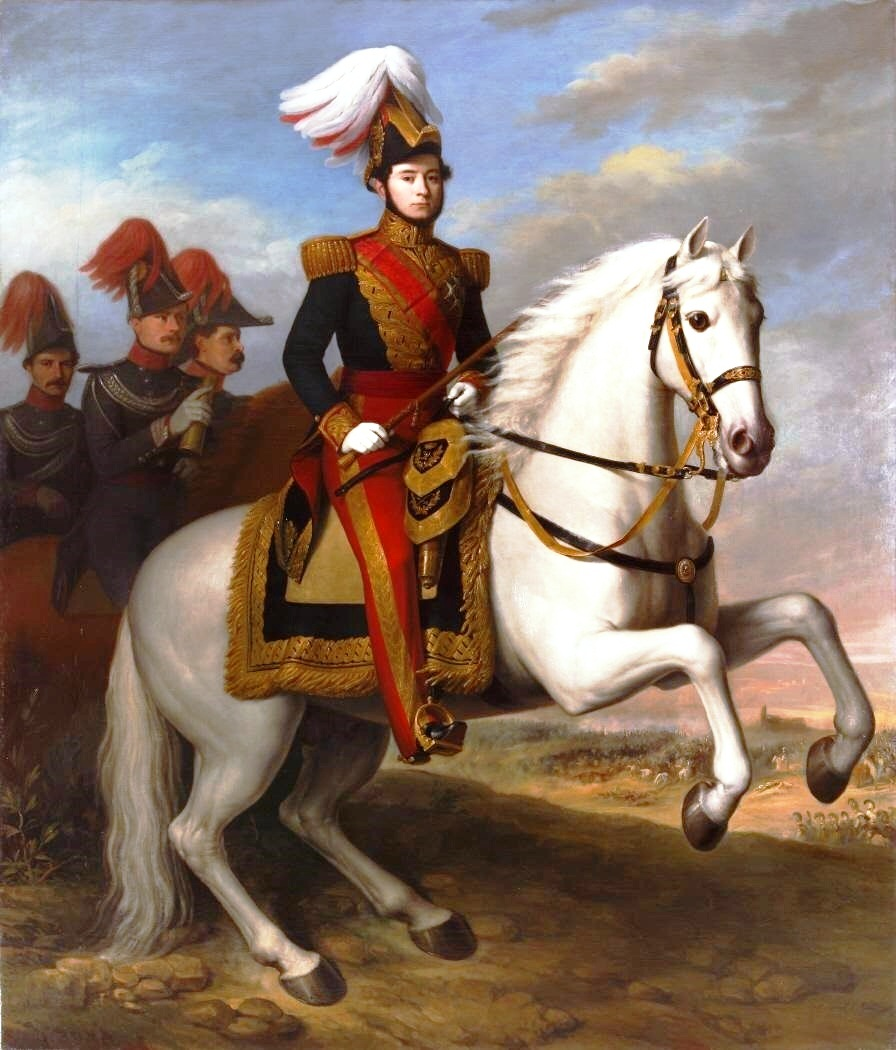
Hlavní strůjce revoluce Juan Prim

Před revolucí došlo k mnoha neúspěšným pokusům svrhnout neoblíbenou královnu Isabellu, zejména v letech 1854 a 1861. V roce 1866 proběhl další pokus vedený generálem Juanem Primem. Také španělští liberálové a republikáni v exilu uzavřeli dohody v Ostende (1866) a v Bruselu (1867), které měly být základnou velkého povstání chystaného na rok 1868, v němž se exulanti chtěli spojit s domácími nespokojenci v armádě - zejména s Primem - ale i s umírněnými domácími politiky. Těchto nespokojenců na domácí scéně rovněž přibývalo. Královnino neustálé kolísání mezi liberálními a konzervativními tendencemi proti ní postavilo širokou škálu politiků, nejen mezi radikálními progresivisty (Partido Progresista), ale i z řad tzv. umírněných z Liberální strany (Partido Liberal Moderado) Leopolda O'Donnella. Ten navíc v roce 1867 zemřel, unie se rozpadla a řada jejích členů se vydala ideově různorodým směrem, část z nich se připojila k rostoucímu hnutí za svržení Isabelly.
V září 1868 se námořní síly pod vedením admirála Juana Bautisty Topeteho vzbouřily v Cádizu. Tedy symbolicky tam, kde před půlstoletím zahájil Rafael del Riego svůj puč proti Isabellině otci, Ferdinandovi VII. Když generálové Prim a Serrano povstalce otevřeně podpořili, velká část armády přešla na stranu revoluce. Královna chtěla provést ukázku síly v bitvě u Alcolea, ale její věrní generálové pod vedením Manuela Pavía byli poraženi generálem Serranem. Isabella vzápětí odešla do exilu ve Francii. Žila v Palacio Castilla v Paříži až do své smrti v roce 1904.

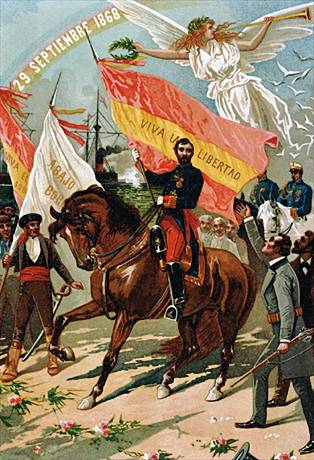
Alegorie revoluce v deníku La Flaca z roku 1874

Kontrolu nad situací převzal především Francisco Serrano. Generální kortesy (stavy) odmítly uvažovat o svržení monarchie a vzniku republiky. Serrano tak byl jmenován regentem (v roce 1869 pozici regenta převzal Prim), zatímco bylo zahájeno hledání vhodného panovníka. V roce 1869 stavy sepsaly a vyhlásily liberální ústavu, první takovou ve Španělsku od roku 1812 (ústava z roku 1812 ale nikdy nevešla v platnost, byl to výdobytek vzniklý z nadšení povstalců proti Napoleonovi). 
Republikáni byli většinou ochotni přijmout panovníka, pokud by byl ochoten dodržovat ústavu. Hledání vhodného krále se přesto brzy ukázalo být problematickým. V úvahu přicházel bývalý regent a několikanásobný premiér Baldomero Espartero, oblíbený zejména mezi progresivisty. Espartero ovšem představu, že by byl jmenován králem, odmítl. Mnozí navrhovali Isabellina mladého syna Alfonse (budoucího Alfonse XII. Španělského), ale vznikly obavy, že bude ovládán svou matkou a zdědí její nedostatky. Jako možný kandidát byl diskutován Ferdinand II. Portugalský, bývalý král jure uxoris - z práva manželky - v sousedním Portugalsku. Ve hře byl i Leopold Hohenzollernský, německý princ ze švábské větve Hohenzollernů, který se velmi zamlouval Bismarckovy. Jenže se nelíbil francouzskému císaři Napoleonovi III. a Španělé se obávali, že jeho volba by vyvolala francouzsko-pruskou válku (spor nakonec k této válce vedl i bez volby, kvůli peripetii s tzv. emžskou depeší). V srpnu 1870 nakonec Španělé vybrali italského prince Amadea Savojského, mladšího syna italského krále Viktora Emanuela II. Amadeo, který měl pověst liberála, byl zvolen králem jako Amadeo I. Španělský 3. listopadu 1870. 
V Cartageně přistál 27. listopadu, ve stejný den, kdy byl Juan Prim zavražděn, když opouštěl zasedání generálních kortesů. Amadeo na generálovu mrtvolu přísahal, že bude dodržovat španělskou ústavu. Čelil však obrovským problémům: nestabilní španělské politice, republikánským spiknutím, karlistickým probourbonským monarchistům, separatismu na Kubě, exilovým politikům, ba i pokusům o atentát. Král se mohl spolehnout na podporu pouze progresivní strany, která však disponovala parlamentní většinou pouze díky volebním podvodům. Progresivisté se navíc záhy rozštěpili na monarchisty a konstitucionalisty, což nestabilitu ještě prohloubilo a v roce 1872 se země propadla do úplného chaosu. V Baskicku a Katalánsku došlo ke karlistickému povstání a poté došlo k republikánským povstáním ve městech po celé zemi. 
Přestože byl král 18. srpna 1872 varován před spiknutím proti své osobě, odmítl přijmout jakákoli opatření. Když se pak ve společnosti královny vracel z parku Buen Retiro do Madridu, byl na Via Avenal napaden střelbou. Královský kočár byl zasažen několika kulkami z revolveru a pušek, koně byli zraněni, ale král a královna vyvázli bez zranění. Amadeo udělal některá bezpečnostní opatření a zasáhl proti některým vzbouřencům, ale situaci pod kontrolu nedostal. 11. února 1873 tak abdikoval na španělský trůn. 
Vzápětí byla vyhlášena republika. Tzv. první španělská republika ale nevydržela ani dva roky. Aktivitu převzal konzervativec Antonio Cánovas del Castillo, který prosadil návrat Bourbonů na trůn. V roce 1875 tak stavy zvolily králem Isabellina syna Alfonse XII.